# 1 000 kilomètres du Nürburgring 1959
Navigation
Édition précédente Édition suivante
Les 1 000 kilomètres du Nürburgring 1959, disputées le 7 juin 1959 sur le circuit du Nürburgring, sont la cinquième édition de cette épreuve et la troisième manche du Championnat du monde des voitures de sport 1959.

## Course

### Classement de la course
Classement à l'issue de la course (vainqueurs de catégorie en gras), :
| Pos. | N°  | Classe | Pilotes                      | Pilotes                      | Écurie                       | Châssis                                   | Tours                | Abandon                          |
| ---- | --- | ------ | ---------------------------- | ---------------------------- | ---------------------------- | ----------------------------------------- | -------------------- | -------------------------------- |
| 1    | 1   | S3.0   | Stirling Moss                | Jack Fairman                 | David Brown                  | Aston Martin DBR1/300                     | 7 h 33 min 18 s 0 44 |                                  |
| 2    | 4   | S3.0   | Phil Hill                    | Olivier Gendebien            | Scuderia Ferrari             | Ferrari 250 TR 59                         | 7 h 33 min 59 s 0 44 |                                  |
| 3    | 3   | S3.0   | Tony Brooks                  | Jean Behra                   | Scuderia Ferrari             | Ferrari 250 TR 59                         | 7 h 36 min 45 s 0 44 |                                  |
| 4    | 15  | S2.0   | Umberto Maglioli             | Hans Herrmann                | Porsche KG                   | Porsche 718 RSK                           | 7 h 40 min 57 s 0 44 |                                  |
| 5    | 5   | S3.0   | Dan Gurney                   | Cliff Allison                | Scuderia Ferrari             | Ferrari 250 TR 58                         | 43                   |                                  |
| 6    | 34  | S1.5   | Heini Walter                 | Arthur Heuberger             | Heini Walter                 | Porsche 718 RSK                           | 42                   |                                  |
| 7    | 26  | S1.5   | Wolfgang von Trips           | Jo Bonnier                   | Porsche KG                   | Porsche 718 RSK                           | 41                   |                                  |
| 8    | 10  | S3.0   | Mário Cabral                 | Joaquim Felipe Nogieira      | Scuderia Centro Sud (en)     | Maserati 300S                             | 41                   |                                  |
| 9    | 55  | GT3.0  | Jean Beurlys                 | Blary                        | Équipe Nationale Belge       | Ferrari 250 GT LWB                        | 40                   |                                  |
| 10   | 67  | GT1.6  | Hans-Joachim Walter          | Paul Ernst Strähle           | Hans-Joachim Walter          | Porsche 356A Carrera                      | 39                   |                                  |
| 11   | 68  | GT1.6  | Helmut Busch                 | Christian Heins (pt)         | Dr. Helmut Busch             | Porsche 356A Carrera                      | 39                   |                                  |
| 12   | 72  | GT1.6  | Siegfried Günther            | Helmut Zick                  | Siegfried Günther            | Porsche 356A Carrera                      | 39                   |                                  |
| 13   | 25  | S2.0   | Pedro Rodríguez              | Leo Levine                   | Porsche KG                   | Porsche 356B Super 9                      | 39                   |                                  |
| 14   | 56  | GT3.0  | ”Eldé”                       | Lucien Bianchi               | Équipe Nationale Belge       | Ferrari 250 GT LWB                        | 39                   |                                  |
| 15   | 65  | GT1.6  | Emil Pardee                  | Peter Talbot                 | Emil B. Pardee               | Porsche 356A Carrera                      | 39                   |                                  |
| 16   | 43  | S1.1   | John Campbell-Jones          | John Horride                 | John Campbell-Jones          | Lotus-Climax Eleven                       | 39                   |                                  |
| 17   | 24  | S2.0   | Herbert Linge                | Antonio Pucci                | Porsche KG                   | Porsche 356A Carrera                      | 39                   |                                  |
| 18   | 77  | GT1.6  | Sepp Greger                  | Peter Ruby                   | Josef Greger                 | Porsche 356 Carrera                       | 39                   |                                  |
| 19   | 61  | GT3.0  | Peter Monteverdi             | Karl Stangl (en)             | Peter Monteverdi             | Mercedes-Benz 300 SL                      | 38                   |                                  |
| 20   | 71  | GT1.6  | Gerhard Koch (de)            | Werner Lindermann (de)       | Gerhard Koch                 | Porsche 356 Carrera                       | 38                   |                                  |
| 21   | 78  | GT1.6  | Paul Frère                   | Nadège Ferrier               | Mme. Nadège Ferrier          | Porsche 356 Carrera                       | 38                   |                                  |
| 22   | 76  | GT1.6  | Frank Kalkuhl                | Egon Evertz (de)             | Frank E. Kalkuhl             | Porsche 356 Carrera                       | 38                   |                                  |
| 23   | 85  | GT1.3  | Peter Lumsden (en)           | Peter Riley                  | R.W. Fitzwilliam             | Lotus Elite                               | 38                   |                                  |
| 24   | 74  | GT1.6  | Hans Hartzheim               | Heinz Hartzheim              | Hans Hartzheim               | Porsche 356A Carrera                      | 38                   |                                  |
| 25   | 92  | GT1.3  | Ewald Bandmann               | Lothar Bender                | Ewald Bandmann               | Alfa Romeo Giulietta Veloce               | 37                   |                                  |
| 26   | 93  | GT1.3  | Ron J. Vogt                  | David Rauch                  | Ron J. Vogt                  | Alfa Romeo Giulietta Veloce               | 37                   |                                  |
| 27   | 94  | GT1.3  | Rudolf Wilhelm Moser         | Heinz Friederichs            | Heinz Friederichs            | Alfa Romeo Giulietta Sprint Veloce Zagato | 37                   |                                  |
| 28   | 81  | GT1.3  | Wilfried Junge               | Günther Schramm              | Auto-Wax                     | Alfa Romeo Giulietta Veloce               | 37                   |                                  |
| 29   | 29  | S1.5   | David Piper                  | Keith Greene                 | David Piper                  | Lotus-Climax 15                           | 36                   |                                  |
| 30   | 87  | GT1.3  | Jacques Charlot              | Gustave Gosselin             | Jacques Charlot              | Alfa Romeo Giulietta Veloce               | 36                   |                                  |
| 31   | 48  | S750   | Gérard Laureau (de)          | Paul Armagnac                | Automobile Deutsch et Bonnet | D.B.-Panhard HBR4                         | 36                   |                                  |
| 32   | 89  | GT1.3  | André Pilette                | André Liekens                | Ecurie Francorchamps         | Alfa Romeo Giulietta Sprint Veloce Zagato | 36                   |                                  |
| 33   | 91  | GT1.3  | Georges Hacquin (de)         | Pierre Henriquet             | Georges Hacquin              | Alfa Romeo Giulietta Veloce               | 35                   |                                  |
| 34   | 96  | GT1.3  | Warren B. King               | William Linder               | Warren B. King               | Alfa Romeo Giulietta Veloce               | 35                   |                                  |
| 35   | 75  | GT1.6  | Bruno Runte                  | Günther Selbach              | Bruno Runte                  | Porsche 356 Carrera                       | 35                   |                                  |
| 36   | 73  | GT1.6  | Hellmuth Gerhards            | Harald Gerhards              | Hellmuth Gerhards            | Porsche 356A                              | 35                   |                                  |
| 37   | 41  | S1.1   | Jacques Lefebvre             | Walter Monaco                | Jacques Lefebvre             | Lotus-Climax Eleven                       | 35                   |                                  |
| 38   | 50  | S750   | René Philippe Faure          | Duvillier                    | Stanguellini France          | Stanguellini Efac SP6501                  | 33                   |                                  |
| 39   | 51  | S750   | Georges Guyot                | Roger Gourdin                | Stanguellini France          | Stanguellini Efac SP6501                  | 31                   |                                  |
| 40   | 49  | S750   | René Bartholoni              | Roger Masson (de)            | Automobile Deutsch et Bonnet | D.B.-Panhard HBR4                         | 31                   |                                  |
| Nc.  | 88  | GT1.3  | Georges Berger               | Pascal Demol                 | Georges Berger               | Alfa Romeo Giulietta Veloce               |                      |                                  |
| Nc.  | 63  | GT3.0  | Frank L. Ballard             | Herbert L. Russell           | Frank L. Ballard             | Triumph TR3                               |                      |                                  |
| Abd. | 11  | S3.0   | Rod Carveth                  | Gilbert Geitner              | Rodney Carveth               | Ferrari 250 TR 58                         | 39                   | Accident                         |
| Abd. | 27  | S1.5   | Wolfgang Seidel              | Carroll Shelby               | Wolfgang Seidel              | Porsche 718 RSK                           | 33                   |                                  |
| Abd. | 14  | S2.0   | Edgar Barth                  | Carel Godin de Beaufort      | Porsche KG                   | Porsche 718 RSK                           | 23                   | Moteur                           |
| Abd. | 9   | S3.0   | Mike Taylor                  | Peter Blond (de)             | Brian Lister Engineering     | Listen Costin-Jaguar                      | 16                   | Accident                         |
| Abd. | 2   | S3.0   | Graham Whitehead             | Brian Naylor                 | Graham Whitehead             | Aston Martin DBR1/300                     | 14                   | Levier de vitesses               |
| Abd. | 80  | GT1.3  | Herbert Schultze             | Eberhard Mahle               | Auto-Wax                     | Alfa Romeo Giulietta Veloce               | 14                   | Freins                           |
| Abd. | 6   | S3.0   | Ron Flockhart                | Jock Lawrence (de)           | Ecurie Ecosse                | Tojeiro-Jaguar                            | 13                   | Suspension                       |
| Abd. | 16  | S2.0   | Giulio Cabianca              | Giorgio Scarlatti            | Scuderia Engeino Castellotti | Ferrari Dino 196 S                        | 9                    | Moteur                           |
| Abd. | 83  | GT1.3  | Edgar Berney                 | Karl Foitek (de)             | Edgar Berney                 | Alfa Romeo Giulietta Veloce               | 9                    | Joint de culasse                 |
| Abd. | 19  | S2.0   | Christopher Martyn           | Douglas Graham               | Fitzwilliam Racing Team      | MG A Twin Cam                             | 9                    | ?                                |
| Abd. | 21  | S2.0   | Tim Parnell                  | David Buxton                 | Reg Parnell (en)             | Lotus-Climax 15                           | 8                    | Châssis cassé                    |
| Abd. | 42  | S1.1   | Fausto Meyrat                | Stefan Brugger               | Stefan Brugger               | Auto Union RS1080                         | 8                    | Accident mortel de Fausto Meyrat |
| Abd. | 20  | S2.0   | Robin Carnegie (en)          | Bill de Selincourt           | Fitzwilliam Racing Team      | MG A Twin Cam                             | 8                    | Joint de culasse                 |
| Abd. | 7   | S3.0   | Masten Gregory               | Innes Ireland                | Ecurie Ecosse                | Lister-Jaguar Monza                       | 5                    | Suspension                       |
| Abd. | 90  | GT1.3  | Paul Deetens                 | Annie Speers                 | Paul Deetens                 | Alfa Romeo Giulietta Veloce               | 2                    | ?                                |
| Abd. | 62  | GT3.0  | Rudi Goldener                | Helmut Koegel                | Rudi Goldener                | Mercedes-Benz 190 SL                      | 2                    | ?                                |
| Abd. | 44  | S1.1   | Bob Hicks                    | Christopher Power            | R.J.W. Atley                 | Lotus-Climax Eleven                       | 1                    | Accident                         |
| Abd. | 30  | S1.5   | Colin Davis                  | Alejandro de Tomaso          | Alejandro de Tomaso          | Osca FS 1500                              | 1                    | Accident                         |
| Abd. | 66  | GT1.6  | Paul Fletcher                | John Dashwood                | Fitzwilliam Racing Team      | MG A Twin Cam                             | 1                    | Demi-arbre                       |
| Abd. | 86  | GT1.3  | Jan Johnson                  | Erik Siegfasth               | Jan Johnson                  | Alfa Romeo Giulietta Berlina              | 1                    | ?                                |
| Abd. | 52  | S750   | Fernard Leroy                | Andre Bauder                 | Stanguellini France          | Stanguellini Efac SP6501                  | 1                    | ?                                |
| Abd. | 33  | S1.5   | Christian Goethals           | Jean Romain                  | Christian Goethals           | Porsche 550 RS                            | 0                    | Moteur                           |
| Abd. | 23  | S2.0   | James Cockrell (en)          | Harald von Saucken           | James K. Cockrell            | AC Ace                                    | 0                    | Accident                         |
| Abd. | 69  | GT1.6  | Horst Müllges                | Hans-August Stausberg        | Horst Müllges                | Porsche 356A Super 75                     | 0                    | ?                                |
| Abd. | 31  | S1.5   | Alejandro de Tomaso          | Denise McCluggage (en)       | Alejandro de Tomaso          | Osca FS 1500                              | 0                    | Boîte de vitesses                |
| Dsq. | 46  | S1.1   | Peter Ashdown                | Eric Broadley                | Lola Equipe                  | Lola-Climax Mk.1                          | 15                   | ?                                |
| Np.  | 8   | S3.0   | Lucien Bianchi               | Alain de Changy              | Ecurie Francorchamps         | Ferrari 250 TR 58                         |                      | ?                                |
| Np.  | 32  | S1.5   | Carel Godin de Beaufort      |                              | Ecurie Maarsbergen (en)      | Porsche 718 RSK                           |                      | ?                                |
| Np.  | 40  | S1.1   | Paolo Martoglio              | Giorgio Cecchini             | Stanguellini                 | Stanguellini HP13                         |                      | ?                                |
| Np.  | 57  | GT3.0  | Willy Mairesse               |                              | Willy Mairesse               | Ferrari 250 GT                            |                      | ?                                |
| Np.  | 70  | GT1.6  | Emile-Claude Clemens         | Paul Nokin                   | Emile-Claude Clemens         | Porsche 356A Carrera                      |                      | ?                                |
| Np.  | 82  | GT1.3  | Bertil Roos                  | Rob Slotemaker               | Hochet                       | Alfa Romeo Giulietta Veloce               |                      | ?                                |
| Np.  | 84  | GT1.3  | Francisco José Marques Pinto | Joaquim Correira de Oliveira | Francisco José Marques Pinto | Alfa Romeo Giulietta Spider               |                      | ?                                |
| Np.  | 95  | GT1.3  | Kurt Ahrens (de)             | Kurt Ahrens                  | Kurt Ahrens, Sr.             | Alfa Romeo Giulietta Sprint Veloce Zagato |                      | ?                                |
| Np.  | 18T | S2.0   | Odoardo Govoni Stirling Moss | Adolfo Tedeschi              | San Giorgio                  | Maserati Tipo 60                          |                      | ?                                |